# 日本学協会
日本学協会は、日本学に関する研究・普及を行う財団法人であり、雑誌『日本』、学術誌『藝林』の発行、講演会の開催、図書の刊行などの事業を行っている。

## 沿革
日本学協会発起人の研究者たちは、昭和初期から日本学の研究を行ってきたが、昭和20年以降の日本の混迷は、日本学の研究と普及の必要を痛感せしめ、日本学に関する学会の設立、機関紙の発行などが関係者で協議され、昭和25年に『藝林』の創刊、学術研究会「藝林会」の発足、昭和26年に月刊『桃李』の創刊、日本学の普及を図る組織「桃李会」の設立、昭和29年から講習会が大阪府南河内郡千早赤阪村において開催され、それ以降、毎年8月に定期的に開催される。

## 事業
- 日本学の綜合研究[3]
- 日本学に関する機関誌及び図書の刊行[3]
- 日本学に関する研究会、講演会、講習会の開催[3]
- その他この法人の目的を達するため必要な事業[3]

## 設立準備委員会の役員

### 理事
- 松木通世[2]
- 村尾次郎[2]
- 名越時正[2]
- 村川重太郎[2]
- 久保田収[2]
- 坪田翠[2]
- 原正[2]

### 監事
- 植木庚子郎[2]
- 高橋衛[2]

## 日本学協会役員一覧

### 理事長
- 平泉隆房[4]

### 常務理事
- 永江太郎[4]

### 理事
- 安見隆雄[4]
- 但野正弘[4]
- 上田邦明[4]
- 川田敬一[4]

### 監事
- 渡邉正之[4]
- 濵田総一郎[4]